# Малиновский, Николай Никодимович
Никола́й Никоди́мович Малино́вский (1 января 1921, деревня Желтки, Вилейский район, Минская область, БССР — 24 января 2018, Москва, Россия) — советский и российский хирург, доктор медицинских наук, профессор Первого Московского государственного медицинского университета имени И. М. Сеченова, академик АМН СССР и РАМН, главный редактор журнала «Хирургия».
Герой Социалистического Труда (1980), лауреат двух Государственных премий СССР.

## Биография
Родился 1 января 1921 года в деревне Желтки Вилейского района Минской области Белоруссии. Белорус. Учился в деревенской школе, затем в польской гимназии и лицее.
В годы Великой Отечественной войны участвовал в партизанском движении, поступил учеником в местную аптеку, пользуясь этим передавал партизанам лекарства. В 1948 году окончил Минский медицинский институт, а затем ординатуру. Работал хирургом в городе Вилейка. В 1951 году поступил в аспирантуру на кафедру факультетской хирургии 2-го Московского медицинского института, которую возглавлял Б. В. Петровский, с 1953 года был ассистентом кафедры.
В 1954 году защитил диссертацию на соискание учёной степени кандидата медицинских наук на тему «Экспериментальные наблюдения при зондировании сердца и ангиокардиографии». Одним из первых в стране разрабатывал и внедрял в клиническую практику методы катетеризации полостей сердца и ангиокардиографии.
С 1957 года — ассистент в клинике госпитальной хирургии 1-го Московского медицинского института. Здесь же под руководством Бориса Петровского подготовил и в 1964 году защитил диссертацию на соискание учёной степени доктора медицинских наук на тему «Тромбоз левого предсердия и его ушка у больных митральным стенозом». В 1965 году он был избран профессором кафедры госпитальной хирургии 1-го Московского медицинского института, а в 1970 году он стал заведующим клиническим отделом Всесоюзного НИИ клинической и экспериментальной хирургии.
С 1973 года — главный хирург 4-го Главного управления Министерства здравоохранения СССР.
В 1974 году он был избран членом-корреспондентом, а в 1978 году — действительным членом (академиком) АМН СССР.
Н. Н. Малиновский опубликовал более 300 научных работ, в том числе 7 монографий, посвящённых диагностике и хирургическому лечению врождённых и приобретённых пороков сердца, заболеваний поджелудочной железы, желчевыводящих путей, ранних форм рака желудка.
Значительная часть его работ касается проблем хирургического лечения приобретённых пороков сердца, в частности митрального стеноза, особенно у детей («Хирургическое лечение митрального стеноза у детей», 1971).
Николай Никодимович — один из создателей отечественного кардиостимулятора на изотопах. Он первым в СССР выполнил эмболэктомию из лёгочной артерии. Той же теме посвящена монография «Антикоагуляторная и тромболитическая терапия в хирургии» (1976, в соавторстве с В. А. Козловым). Н. Н. Малиновский является соавтором монографии «Экстренная хирургия сердца и сосудов» (1980), а также двухтомного «Атласа грудной хирургии» (1971—1974).
Указом Президиума Верховного Совета СССР от 31 декабря 1980 года за большие заслуги в развитии медицинской науки и в связи с шестидесятилетием со дня рождения действительному члену АМН СССР Малиновскому Николаю Никодимовичу было присвоено звание Героя Социалистического Труда.
Являлся главным редактором журнала «Хирургия», которым руководил более четверти века, был членом редколлегии журнала «Вестник РАМН». Член Международного общества хирургов, член президиума Ассоциации хирургов им. Н. И. Пирогова.
Жил и работал в Москве. Являлся главным хирургом Медицинского центра Управления делами Президента Российской Федерации. Профессор кафедры хирургических болезней № 2 лечебного факультета и кафедры госпитальной хирургии № 1 лечебного факультета Первого Московского государственного медицинского университета имени И. М. Сеченова.

## Награды и звания
- Герой Социалистического Труда (Указ Президиума Верховного Совета СССР от 31 декабря 1980 года, орден Ленина и медаль «Серп и Молот») — за большие заслуги в развитии медицинской науки и в связи с шестидесятилетием со дня рождения
- Орден Дружбы (19 февраля 2002 года) — за достигнутые трудовые успехи, многолетнюю добросовестную работу и укрепление дружбы и сотрудничества между народами[2]
- Орден Ленина (11 августа 1978 год)
- Орден Октябрьской Революции (11 марта 1976 год)
- Орден Трудового Красного Знамени (20 июля 1971 год)
- Орден «Знак Почёта» (10 декабря 1965 год)
- Государственная премия СССР 1984 года в области науки и техники (1 ноября 1984 года) — за научную разработку и внедрение в клиническую практику биологических протезов клапанов сердца[3]
- Государственная премия СССР (1987 год)
- Заслуженный деятель науки Узбекской ССР (1979 год)
- Знак отличия «За безупречную службу городу Москве» L лет (15 августа 2008 года) — за многолетнюю плодотворную деятельность на благо города Москвы и его жителей [4]
- Премия имени А. Н. Бакулева (2007 год) — «за особые достижения в хирургии сердца»
- Почетный член Польского хирургического общества
- Почётный член Академии медицинских наук Белоруссии
- Почётный доктор Медицинской академии в Кракове.